# Sardinella fijiense
Sardinella fijiense (sardinela de Fiji) es una especie de pez de la familia Clupeidae en el orden de los Clupeiformes.

## Morfología
Los machos pueden alcanzar 11,5 cm de longitud total.

## Distribución geográfica
Se encuentra en Papúa Nueva Guinea, Fiyi y Nueva Caledonia.

## Costumbres
Forma bancos en las aguas costeras.